# Justizzentrum Meiningen
Das Justizzentrum Meiningen ist eines von fünf Justizzentren im Freistaat Thüringen. Es ist für die Regionen Südthüringen und Südwestthüringen zuständig. Der am 21. Juli 2001 offiziell eröffnete Gebäudekomplex beherbergt die Justizbehörden Landgericht, Amtsgericht, Verwaltungsgericht, Sozialgericht, Staatsanwaltschaft sowie Bewährungshilfe / Soziale Dienste. Die Verwaltung des Justizzentrum obliegt dem Landgericht Meiningen.

## Standort

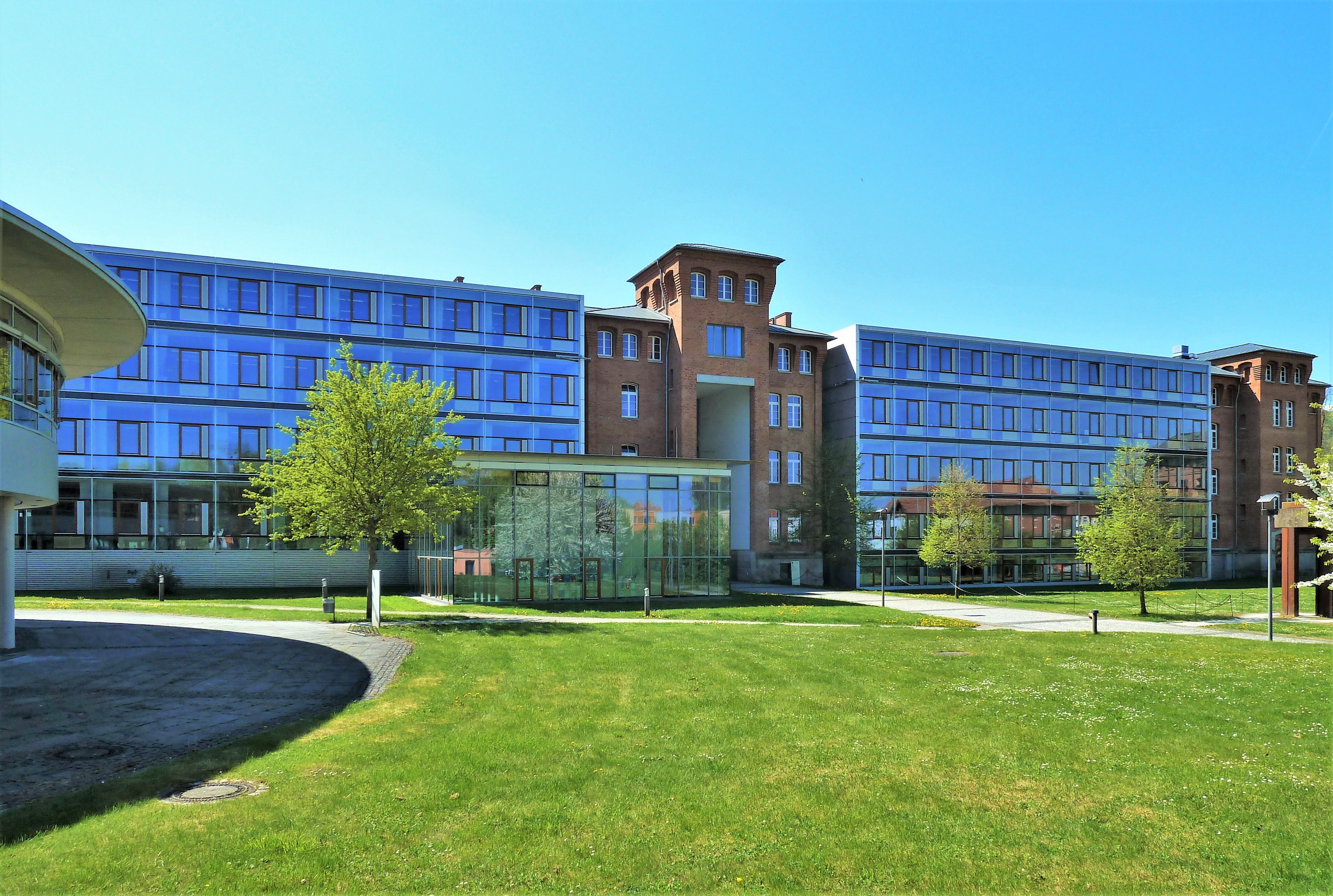
Die Nordfassade des historischen Gebäudes mit moderner Raumzeile

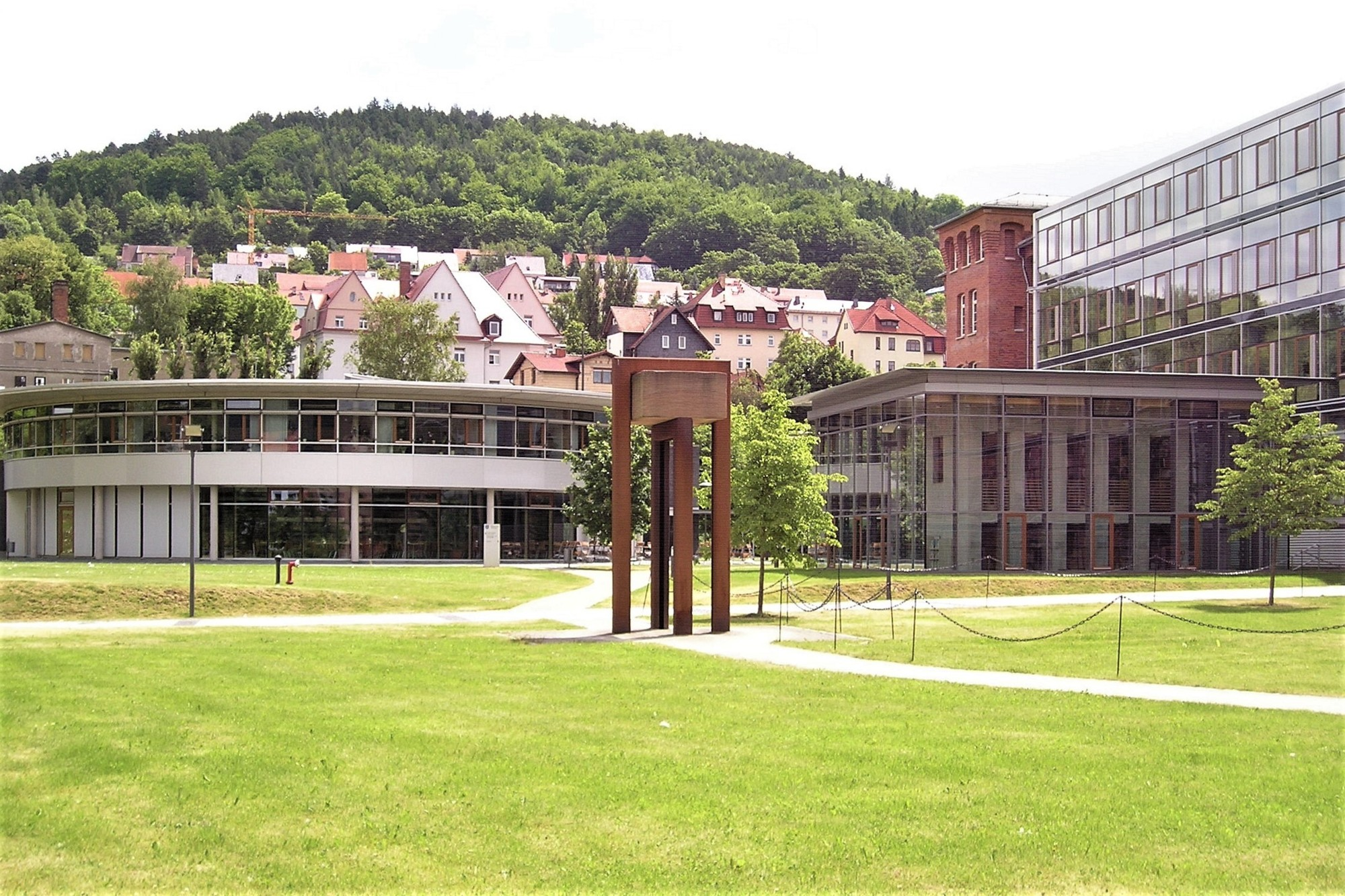
Bewährungshilfe/Kantine (links) und Bibliothek

Das Justizzentrum befindet sich nördlich des Stadtzentrums der Kreisstadt Meiningen nahe dem Englischen Garten und unweit des Bahnhofs auf dem Gelände der ehemaligen Hauptkaserne. In das Ensemble der Neubauten wurde das denkmalgeschützte Hauptgebäude der Kaserne nach einem umfangreichen Umbau einbezogen. Direkt neben dem Justizzentrum wurde ebenfalls in der Kombination Alt & Neu im ehemaligen Stabsgebäude die Polizeiinspektion Meiningen errichtet.

## Geschichte
Schon 1153 erhielt Meiningen vom Würzburger Landesherren die Gerichtsbarkeit verliehen und ist seitdem Gerichtsstandort. Bis zur Eröffnung des Justizzentrums befanden sich die Gerichte an verschiedenen und oft wechselnden Standorten in der Stadt.
1993 erwarb der Freistaat Thüringen vom Bund eine rund 3 ha große Teilfläche der 5,2 ha großen Hauptkaserne in Meiningen, um hier ein Behördenzentrum zur Unterbringung der Meininger Justizbehörden sowie der Polizeiinspektion zu errichten. Die Hauptkaserne wurde 1866/67 als historisierendes Backsteinbauwerk auf einem bis dahin als Gärten genutzten Gelände am Ende der Lindenallee in unmittelbarer Nachbarschaft des Englischen Gartens errichtet. Die 1872/73 und 1937 errichteten oder umgebauten Nebengebäude komplettieren das Ensemble. In der Kaserne waren nacheinander das 2. Thüringisches Infanterie-Regiment Nr. 32 der preußischen Armee, das 14. Infanterie-Regiment der Reichswehr, das Infanterie-Regiment Meiningen sowie weitere Einheiten der Wehrmacht und nach dem Krieg bis 1991 das 117. Motorisierte Schützenregiment der 8. Gardearmee der Westgruppe der Truppen untergebracht.
1994 schrieb das Land einen europaweiten Architekturwettbewerb aus. Die Planung für das neue Justizzentrum begann im August 1996 und wurde von den KBK Architekten Belz, Kucher, Lutz aus Stuttgart übernommen. Ab August 2000 konnten die Neubauten bezogen werden. 
Im Jahr 2002 wurde das neue Justizzentrum Meiningen mit dem Thüringer Staatspreis für Architektur und Städtebau ausgezeichnet. Seit 2013 nimmt das Amtsgericht die Funktion als Zentrales Vollstreckungsgericht für Thüringen wahr.

## Gerichtsgebäude

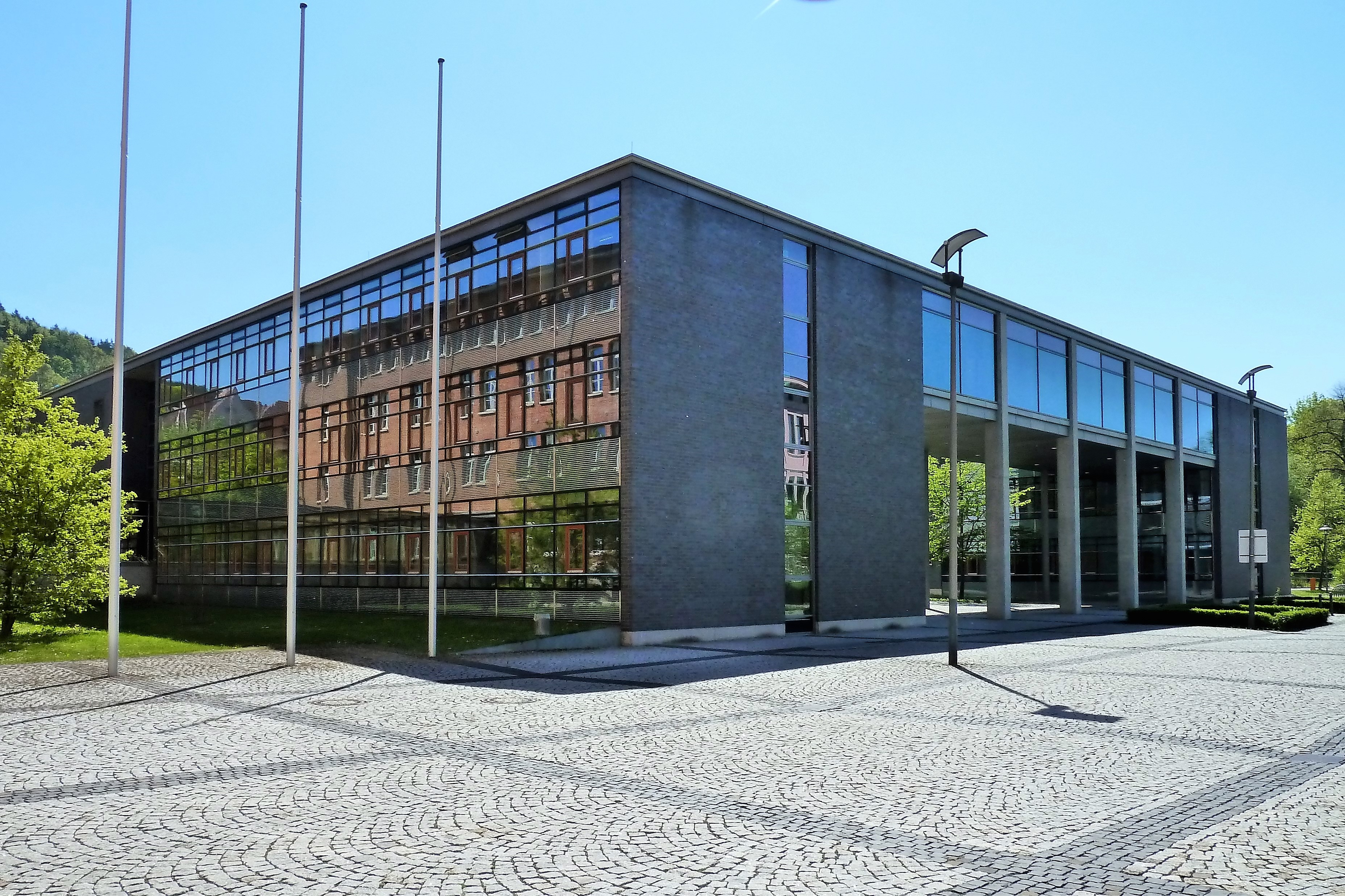
Sitzungsgebäude mit Amtsgericht und Schwurgerichtssaal

Das Justizzentrum besteht aus einem historischen Gebäude und drei Neubauten. Die Hauptnutzfläche beträgt 11.261 m², die Nebennutzfläche 2.300 m², die Funktionsfläche 900 m² und die Verkehrsfläche 8.753 m². Die Bruttogrundfläche ist 26.782 m² groß und hat einen Bruttorauminhalt von 111.216 m². Die Gesamtkosten beliefen sich auf 71 Mio. DM. Im historischen Gebäude sind das Landgericht, das Verwaltungsgericht, das Sozialgericht und die Staatsanwaltschaft untergebracht. 
Die Neubauten sind 
1. das Sitzungsgebäude mit Amtsgericht, Grundbuchamt, Gerichtssälen, Gerichtskasse und Schwurgerichts-Saal,
2. die Bibliothek und
3. der Rundbau, in dem sich die Bewährungshilfe und die Kantine befinden. Im Justizzentrum sind rund 300 Menschen beschäftigt.

## Gerichte
Im Justizzentrum Meiningen sind folgende Gerichte angesiedelt:
- Landgericht
- Amtsgericht mit Zentralem Vollstreckungsgericht
- Verwaltungsgericht
- Sozialgericht

Hinzu kommen die Staatsanwaltschaft Meiningen, die Landesanwaltschaft und die Bewährungshilfe.